# Marquess of Donegall

Wappen des Marquess of Donegall

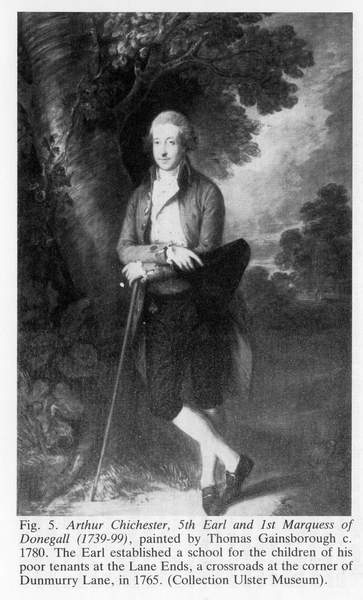
Arthur Chichester, 1. Marquess of Donegall

Marquess of Donegall ist ein erblicher britischer Adelstitel in der Peerage of Ireland. Der Titel ist nach dem irischen County Donegal benannt.

## Verleihungen und nachgeordnete Titel
Der Titel wurde am 27. Juni 1791 für Arthur Chichester, 5. Earl of Donegall geschaffen. Arthur Chichester war ein Nachfahre von Sir John Chichester (1519/20–1568), der 1557 Sheriff von Devon war. Dessen ältester Sohn Arthur Chichester (1563–1625) war von 1604 bis 1615 Lord Deputy of Ireland und wurde am 23. Februar 1613 in der Peerage of Ireland zum Baron Chichester, of Belfast in the County of Antrim erhoben. Der Titel erlosch bereits bei seinem Tod am 19. Februar 1625. In seinem Andenken wurde sein jüngerer Bruder Edward Chichester am 1. April 1625 in der Peerage of Ireland zum Baron Chichester, of Belfast in the County of Antrim, und Viscount Chichester, of Carrickfergus in the County of Antrim erhoben. Dessen Sohn wurde, bevor er ihn 1648 als 2. Viscount beerbte, am 30. März 1647 in der Peerage of Ireland zum Earl of Donegall erhoben. Das Earldom wurde mit dem besonderen Zusatz verliehen, dass es auch an die männlichen Nachkommen seines Vaters vererbbar sei. Arthur Chichester, dem 5. Earl wurde am 3. Juli 1790 in der Peerage of Great Britain der Titel Baron Fisherwick, of Fisherwick in the County of Stafford verliehen, am 27. Juni 1791 wurde er zudem in the Peerage of Ireland zum Marquess of Donegall mit dem nachgeordneten Titel Earl of Belfast erhoben.
Der spätere 3. Marquess wurde 1841, bevor er 1844 seinen Vater beerbte, in the Peerage of the United Kingdom zum Baron Ennishowen and Carrickfergus, of Ennishowen in the County of Donegal and of Carrickfergus in the County of Antrim erhoben. Da seine Söhne vor ihm starben, erlosch die Baronie von 1841 bei seinem Tod, seine anderen Titel erbte sein jüngerer Bruder als 4. Marquess. Mit dem Tod von dessen Enkel dem 6. Marquess 1975, erlosch die Nachkommenlinie des 2. Marquess. Die Titel erbte sein entfernter Verwandter, Dermot Chichester, 5. Baron Templemore als 7. Marquess. Diese hatte bereits den am 10. September 1831 in der Peerage of the United Kingdom geschaffenen Titel Baron Templemore inne.
Historischer Familiensitz war Dunbrody House, bei Arthurstown im irischen County Wexford, dass heute ein Luxushotel und Restaurant ist. Die umliegenden Ländereien sind hingegen noch heute im Besitz des aktuellen Marquess Dunbrody – die Familie residiert heute auf dem dortigen Anwesen Dunbrody Park.

## Liste der Titelinhaber

### Viscounts Chichester (1625)
- Edward Chichester, 1. Viscount Chichester (1568–1648)
- Arthur Chichester, 2. Viscount Chichester (1606–1675) (1647 zum Earl of Donegall erhoben)

### Earls of Donegall (1647)
- Arthur Chichester, 1. Earl of Donegall (1606–1675)
- Arthur Chichester, 2. Earl of Donegall (died 1678)
- Arthur Chichester, 3. Earl of Donegall (1666–1706)
- Arthur Chichester, 4. Earl of Donegall (1695–1757)
- Arthur Chichester, 5. Earl of Donegall (1739–1799) (1791 zum Marquess of Donegall erhoben)

### Marquesses of Donegall (1791)
- Arthur Chichester, 1. Marquess of Donegall (1739–1799)
- George Chichester, 2. Marquess of Donegall (1769–1844)
- George Chichester, 3. Marquess of Donegall (1797–1883)
- Edward Chichester, 4. Marquess of Donegall (1799–1889)
- George Chichester, 5. Marquess of Donegall (1822–1904)
- Edward Chichester, 6. Marquess of Donegall (1903–1975)
- Dermot Chichester, 7. Marquess of Donegall (1916–2007)
- Patrick Chichester, 8. Marquess of Donegall (* 1952)

Heir Apparent ist der Sohn des aktuellen Titelinhabers James Arthur Chichester, Earl of Belfast (* 1990).